# Múscul piramidal de l'abdomen
El múscul piramidal de l'abdomen (musculus pyramidalis) és un múscul que es troba a la part anteroinferior de l'abdomen, davant del recte major de l'abdomen. És aplanat, triangular, amb un vèrtex superior. Està absent en un 20 per cent de les persones. Pot estar absent en un o en ambdós costats i, llavors, l'extrem inferior del múscul recte major de l'abdomen incrementa proporcionalment la seva grandària.
El seu origen està en el pubis i s'insereix en la línia alba, contribuint a mantenir-la en tensió. Tanmateix, la seva funció està poc clara.
L'innerven els nervis intercostals i abdominogenitals.

## Imatges

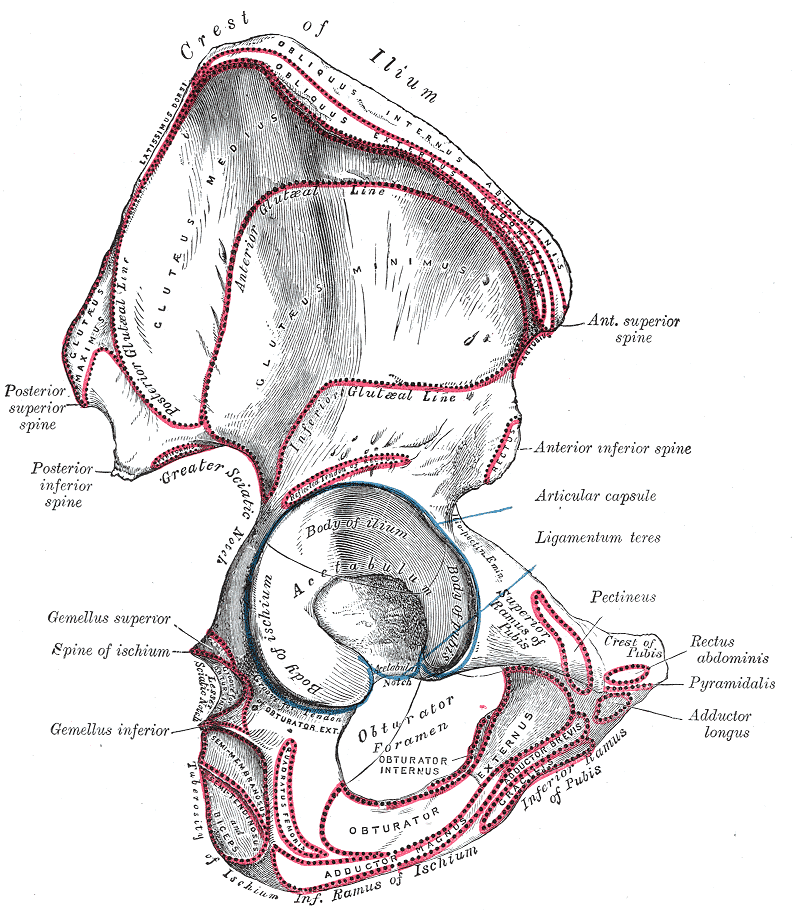
Maluc dret. Superfície externa.